# حوض الرطم الطرش (الطرش لمظافرة)
حوض الرطم الطرش هو دُوَّار يقع بجماعة هوارة أولاد رحو، إقليم جرسيف، جهة الشرق في المملكة المغربية. ينتمي الدوّار لمشيخة الطرش لمظافرة التي تضم 6 دواوير. يقدر عدد سكانه بـ 127 نسمة حسب الإحصاء الرسمي للسكان والسكنى لسنة 2004.

## روابط خارجية
- البوابة الوطنية للجماعات الترابية نسخة محفوظة 12 مارس 2018 على موقع واي باك مشين.
- المندوبية السامية للتخطيط